# Confederação Internacional do Trabalho
A Confederação Internacional do Trabalho (CIT/ICL), em espanhol Confederación Internacional del Trabajo e em inglês International Confederation of Labour, é uma confederação sindical internacional composta por organizações de orientação sindicalista revolucionária e anarco-sindicalistas. A CIT foi fundada em maio de 2018 em Parma, com participantes de dezesseis nações e regiões. A maioria dos sindicatos membros da Internacional são ex-membros da Associação Internacional de Trabalhadores (IWA-AIT), que rachou em 2016.

## Objetivos
O primeiro objetivo da CIT é permitir que seus sindicatos compartilhem a organização de novas táticas e estratégias. Por exemplo, a organização de "greves selvagens, bloqueios de estradas e outros meios de resistência imaginativa". Mais especificamente, podemos citar a experiência da greve de presos organizada pelo Comite de Organização dos Trabalhadores Encarcerados (IWOC) do IWW. Neste ponto, a CIT está buscando expandir seus membros para incluir o Oriente Médio, América Central, América do Sul e Norte da África.
Os sindicatos que participaram da fundação da Confederação em Parma em 13 de maio de 2018 são principalmente sindicatos anteriormente pertencentes à AIT, como CNT, USI e FAU, mas também sindicatos pertencentes à Coordenação Vermelho e Negra, como IP e VER.
| País                    | União                                                              | Status     | Acrônimo |
| ----------------------- | ------------------------------------------------------------------ | ---------- | -------- |
| Espanha                 | Confederación Nacional del Trabajo                                 | Membro     | CNT      |
| Itália                  | Unione Sindacale Italiana                                          | Membro     | UTI      |
| Estados Unidos e Canadá | Trabalhadores Industriais do Mundo                                 | Membro     | IWW      |
| Grécia                  | Eλευθεριακή Συνδικαλιστική Ενωση                                   | Membro     | ESE      |
| Argentina               | Federación Obrera Regional Argentina                               | Membro     | PARA     |
| Polônia                 | Iniciativa dos Trabalhadores/Inicjatywa Pracownicza                | Membro     | IP       |
| Alemanha                | Freie Arbeiterinnen- und Arbeiter-Union                            | Membro     | FAU      |
| França                  | Confederação Nacional do Trabalho                                  | Observador | CNT-F    |
| Brasil                  | Federação das Organizações Sindicalistas Revolucionárias do Brasil | Observador | FOB      |
| Bélgica e Holanda       | Vrije Bond                                                         | Observador | VB       |
| Alemanha                | Gefangenengewerkschaft/Bundesweite Organisation                    | Observador | GG / BO  |
| Reino Unido             | United Voices of the World                                         | Observador | UVW      |